# Myrmus miriformis
Myrmus miriformis по својим морфолошким карактеристикама у одређеној мери одступа од осталих представника фамилије Rhopalidae. У односу на њих, тело Myrmus miriformis је поприлично покривено длакама у адултној доби и има издуженији облик тела.
Дужина тела код мужјака износи од 6 до 8 милиметара, односно од 8.5 до 10 код женки. Боја тела такође варира у односу на пол. Код мужјака се јављају две морфе: зелена (која најчешће има црвене пруге на леђној страни тела) и браон морфа, а женке су увек зелене боје. Јединке ове врсте су углавном брахиптерне (краткокриле), односно имају редукована крила.

## Распрострањење
Врста широко распрострањена у земљама Европе. Насељава: Аустрију, Босну и Херцеговину, Бугарску, Хрватску, Чешку Републику, Мађарску, Румунију, Словачку, Словенију, Србију, делове Велике Британије, централно европски део Русије, јужне делове европског дела Русије, континентални део Шпаније, итд.

## Синоними
- Fallen, 1807